# Dipoena longiventris
Dipoena longiventris là một loài nhện trong họ Theridiidae.
Loài này thuộc chi Dipoena. Dipoena longiventris được Eugène Simon miêu tả năm 1905.